# The Paris Concert
The Paris Concert – album koncertowy Johna Coltrane’a, wydany przez wytwórnię Pablo Records.
Jest to zapis koncertu transmitowanego przez radio prawdopodobnie w 1962. Reedycja płyty na CD została wydana w serii Original Jazz Classics.
Główny utwór, ponad 26-minutowy Mr. P.C. (nazwany tak od długoletniego współpracownika Coltrane’a kontrabasisty Paula Chambersa) był pierwotnie nagrany na płycie Giant Steps, ale tam trwał ok. 7 minut.

## Lista utworów
| 1. | „Mr P.C.” (John Coltrane)                 | 26:17 |
|    |                                           |       |
| 2. | „The Inch Worm” (Frank Loesser)           | 10:15 |
|    |                                           |       |
| 3. | „Ev'ry Time We Say Goodbye” (Cole Porter) | 4:48  |
|    |                                           |       |
|    |                                           | 41:20 |
|    |                                           |       |

## Twórcy
- John Coltrane – saksofon tenorowy, saksofon sopranowy (w „The Inch Worm”)
- McCoy Tyner – fortepian
- Jimmy Garrison – kontrabas
- Elvin Jones – perkusja